# Pomacea urceus
Pomacea urceus är en snäckart som först beskrevs av Cornelius Herman Muller 1774.  Pomacea urceus ingår i släktet Pomacea och familjen äppelsnäckor. Inga underarter finns listade i Catalogue of Life.